# Gerhard Bürgisser
Gerhard Bürgisser SOCist (* 19. Mai 1608 in Bremgarten AG; † 12. Juni 1670 in Wettingen) war Abt des Klosters Wettingen.

## Leben
Gerhard Bürgisser feierte 1625 seine Profess im Kloster Wettingen und wurde 1633 zum Priester geweiht. Von 1635 bis 1641 war er Kleinkellner, von 1641 bis 1648 Grosskellner, von 1649 bis 1653 Prior und wurde 1658 wieder Grosskellner. Als solcher wurde er nach der Resignation seines Vorgängers Bernhard Keller am 13. September 1659 zum Abt gewählt, aber wegen Streitigkeiten über die Höhe der Taxe erst 1662 benediziert. Als Abt brachte er die klösterlichen Finanzen in Ordnung und schloss 1661 einen Vertrag mit dem Bischof von Konstanz über das Verhältnis der dem Kloster inkorporierten Pfarreien zum Bistum. 1660 musste er mit Zürich einen Kampf bestehen wegen des Jagdrechtes im Gerichtsbezirk Dietikon, das mit Berufung auf die Urkunde von 1259 dem Kloster zugesprochen wurde.
Sein Grab befindet sich im südlichen Seitenschiff der Klosterkirche. 